# Maor Tiyouri
Maor Tiyouri, née le 13 août 1990 à Kfar Saba, est une athlète israélienne.

## Carrière
Elle est médaillée de bronze par équipes aux Jeux européens de 2015 à Bakou. 90e du marathon féminin aux Jeux olympiques d'été de 2016, elle est 63e du marathon féminin aux championnats du monde d'athlétisme 2017.

## Palmarès
| Date | Compétition           | Lieu   | Résultat | Épreuve  | Temps           |
| ---- | --------------------- | ------ | -------- | -------- | --------------- |
| 2022 | Championnats du monde | Eugene | 23e      | Marathon | 2 h 31 min 54 s |